# Adam Prucnal
Adam Prucnal (ur. 21 czerwca 1970) – polski muzyk, kompozytor, producent muzyczny, instrumentalista grający między innymi z zespołami Ziyo, Brathanki oraz Krakowskie Przedmieście.

## Dyskografia
- Ziyo
  - Kolędy 1992
  - Tetris 1994
- Nick Cave i przyjaciele
  - W moich ramionach 2001
- Brathanki
  - Ano! 2000
  - Patataj 2001
  - Galoop 2003